# کاندینیو
کاندینیو (پرتغالی: Candinho؛ زادهٔ ۱۸ ژانویهٔ ۱۹۴۵) مربی فوتبال اهل برزیل بود.
وی در سال ۱۹۹۹ و ۲۰۰۰ سرمربی موقت تیم ملی فوتبال برزیل بوده است.